# Trixoscelis punctifera
Trixoscelis punctifera är en tvåvingeart som först beskrevs av Mario Bezzi 1908.  Trixoscelis punctifera ingår i släktet Trixoscelis och familjen myllflugor. Inga underarter finns listade i Catalogue of Life.